# 레반 아킨
레반 아킨(스웨덴어: Levan Akin, 1979년 12월 14일 ~ )은 스웨덴의 영화 감독이자 각본가이다. 2019년 공개된 《그리고 우린 춤을 추었다》의 감독이자 각본가로 잘 알려져 있으며, 이 영화로 2019년 굴드바게상 최우수 작품상을 수상하였다.